# Florian Schwegler
Florian Schwegler (* 16. April 2000 in Regensburg) ist ein deutscher Journalist und Fernsehmoderator. Er ist für den Bayerischen Rundfunk tätig und moderiert innerhalb der ARD verschiedene Sendungen.

## Leben
Schwegler wuchs in Hachenburg und Obernbreit auf. Während seiner Schulzeit am Gymnasium Marktbreit war er Bezirksschülersprecher der Gymnasien in Unterfranken sowie Landesschülersprecher der Gymnasien in Bayern. Der Spiegel interviewte ihn 2018 zum Thema Handyverbot für Schüler unter 15 Jahren in Klassenzimmern und auf Schulhöfen. Er war außerdem Jugendbotschafter des Bayerischen Staatsministeriums für Unterricht und Kultus. Im Rahmen dieser Tätigkeit war er Mitglied der Jury des i.s.i.-Schulpreis. Neben diversen Auszeichnungen bei Jugend-Forscht ist er Preisträger des Vereins Deutscher Ingenieure und Träger der Medaille „Naturerbe Bayern“ in Bronze. Erste Erfahrungen im Journalismus sammelte er im BR-Studio Mainfranken, Journalistik studierte er in München.

## Fernsehsendungen
Ab 2021 moderierte er das Community-Format Corona. Und jetzt? zu den Auswirkungen des Coronavirus auf den Alltag. Die Folgen mit Florian Schwegler erschienen regelmäßig im BR Fernsehen, in der ARD Mediathek und auf Instagram von BR Franken. Seit 2022 moderiert Schwegler des Öfteren BR24 live, so auch die Sondersendung zur Innenministerkonferenz in Bayern. Ebenfalls ist er regelmäßig bei Live nach Neun im Ersten zu sehen. Im Dezember 2022 war er zum ersten Mal Teil des Moderationsteams der Sternstundengala im BR Fernsehen, im Jahr darauf von "Fastnacht in Franken" sowie der Reportage "Veitshöchheim außer Rand und Band". Für Sternstunden und das BR Fernsehen stellte er mit 133 Fahrten den Weltrekord "weiteste Freifall-Strecke in 12 Stunden (2er Team, Freifallturm)" auf.